# Ursulinas de Jesús
La Congregación de las Ursulinas de Jesús es un congregación religiosa católica femenina, de vida apostólica y de derecho pontificio, fundada en 1802 por los religiosos franceses Louis-Marie Baudouin y Charlotte-Gabrielle Ranfray, en Chavagnes-en-Paillers. A las religiosas de este instituto se les conoce como ursulinas de Jesús o de Chavagnes y posponen a sus nombres las siglas U.J.D.

## Historia
La congregación fue fundada el 2 de julio de 1802, en Chavagnes-en-Paillers (Francia), por Louis-Marie Baudouin y Charlotte-Gabrielle Ranfray, para la educación de la juventud y la atención de los enfermos. Inicialmente fue llamada Congregación de las Hijas del Verbo Encarnado y pronto cambiaron su nombre al de ursulinas, para gozar de los privilegios que estas religiosas tenían en Francia de ejercer apostolado sin estar obligadas a la clausura papal. Las primeras religiosas profesaron sus votos el 21 de noviembre de 1806 y Charlotte-Gabrielle fue elegida la primera superiora general.
La congregación recibió la aprobación pontificia por el papa Pío IX, mediante decretum laudis del 30 de junio de 1877.

## Organización
La Congregación de las Ursulinas de Jesús es un instituto religioso de derecho pontificio y centralizado, cuyo gobierno es ejercido por una superiora general. La sede central se encuentra en Meudon (Francia).
Las ursulinas de Jesús se dedican a la educación, a la pastoral sanitaria y a las obras sociales parroquiales. En 2017, el instituto contaba con 517 religiosas y 84 comunidades, presentes en Bolivia, Camerún, Canadá, Chile, Ecuador, España, Francia, Irlanda, Italia y Reino Unido.
Junto a las congregaciones de los Hijos de María Inmaculada, las Hermanas de la Inmaculada Concepción de Niort y los laicos afiliados a cada uno de estos institutos forma la Familia de la Encarnación.